# Pączek

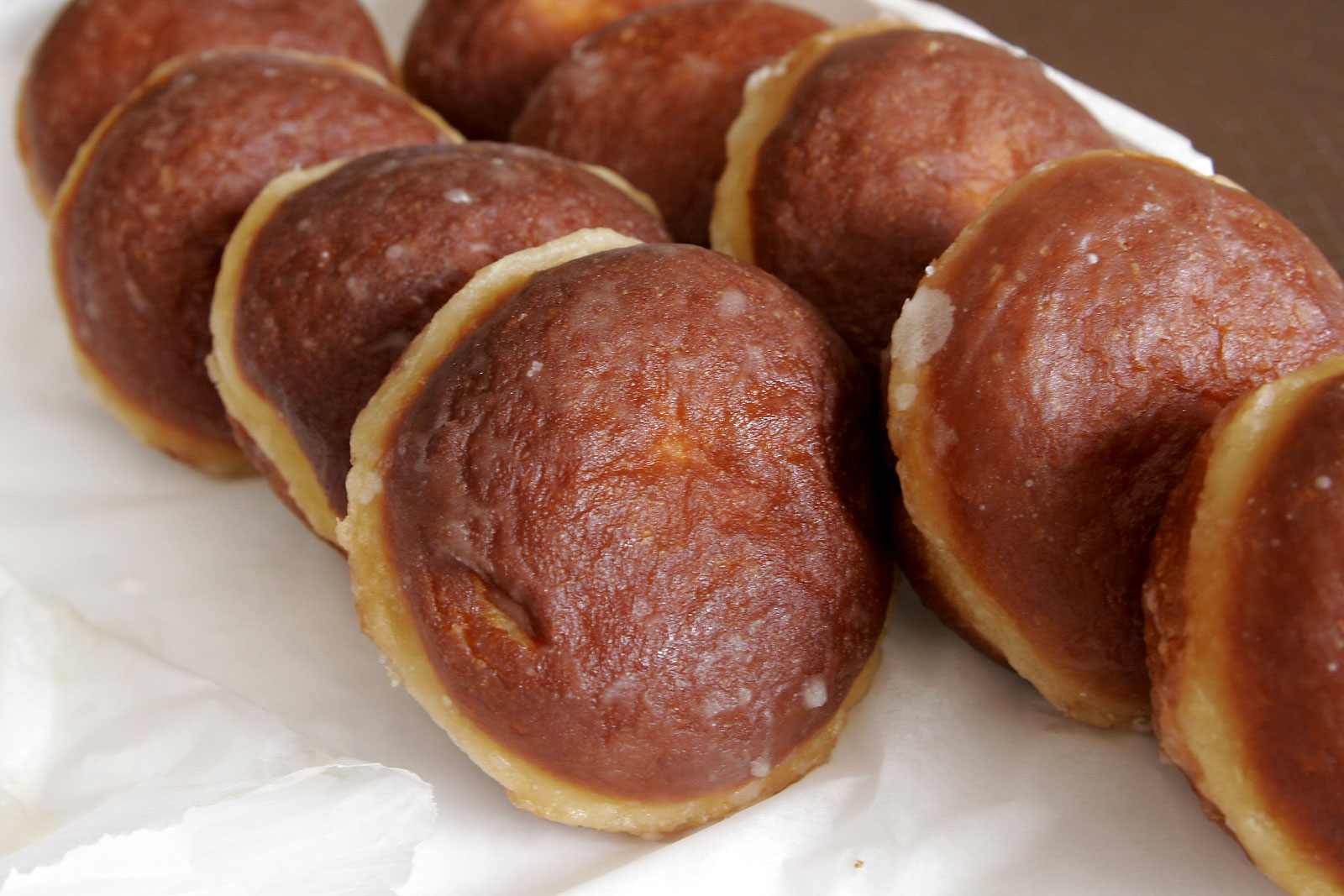
Pączki

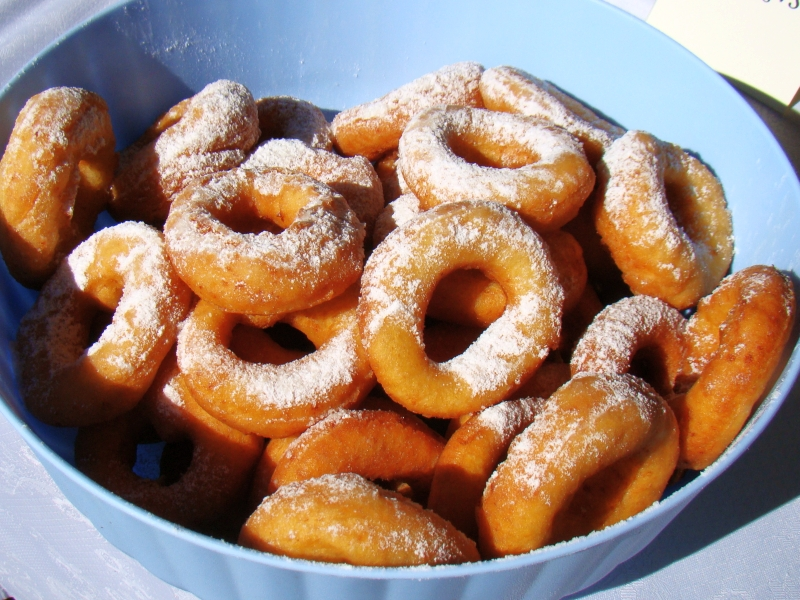
Pączki serowe lub Oponki

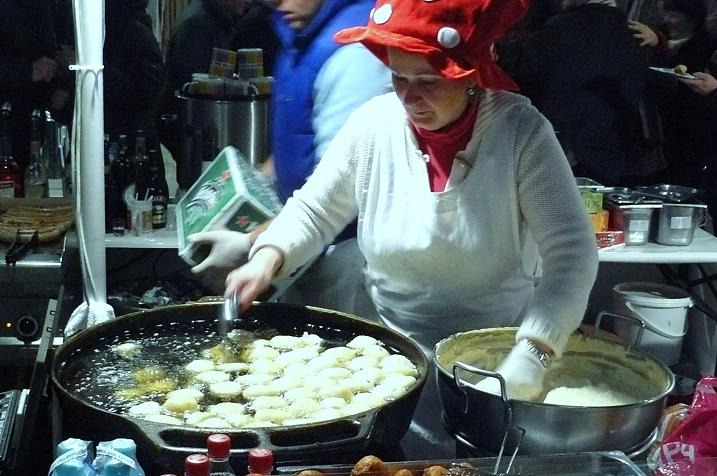
Smażenie pączków podczas kiermaszu noworocznego w Wiedniu

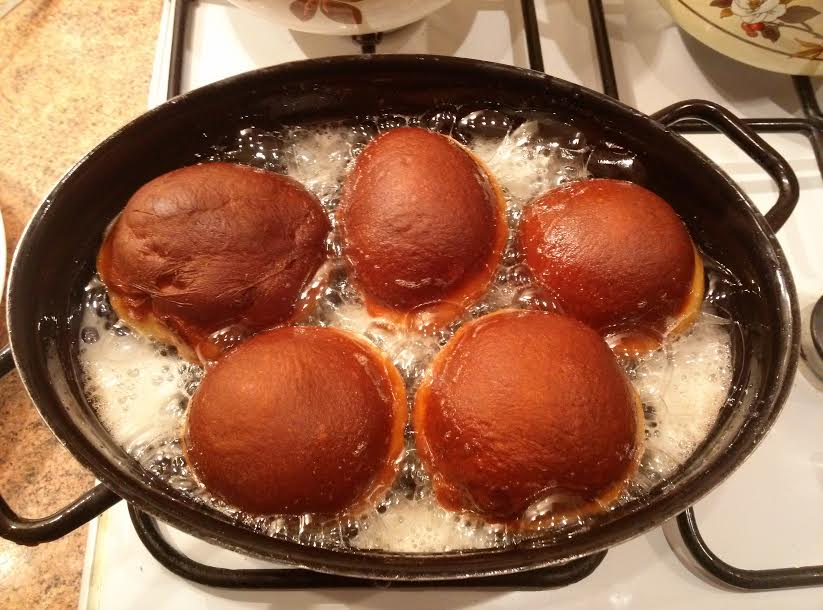
Smażenie pączków

Pączek (staropol. i śl. krepel) – w kuchni polskiej, ciastko przygotowane z pszennego ciasta drożdżowego, uformowanego na kształt lekko spłaszczonej, mieszczącej się w dłoni kuli i usmażonego w głębokim tłuszczu (smalcu, fryturze wołowej, oleju lub ceresie, dawniej również na klarowanym maśle) na kolor ciemnozłoty. Tradycyjnie pączki nadziewa się konfiturą lub marmoladą przed smażeniem. Współcześnie zdarzają się pączki nadziewane dopiero po usmażeniu: zazwyczaj marmoladą wieloowocową lub konfiturą różaną, rzadziej likierem, budyniem, czekoladą, a nawet twarogiem. Gotowy pączek jest zwykle lukrowany lub oprószony cukrem pudrem, może być też posypany kandyzowaną skórką pomarańczową lub polany czekoladą. Maria Śleżańska w swoim przepisie na „pączki doskonałe” zalecała posypanie ich, zaraz po usmażeniu, cukrem zmieszanym z tartą skórką cytrynową.
Wartość energetyczna jednego typowego pączka (60 g) wynosi ok. 244 kcal (tj. 406 kcal w 100 g). Rzeczywista kaloryczność pączka będzie w znacznym stopniu uzależniona od ilości tłuszczu pochłoniętego przez ciasto (stosunek kaloryczności tłuszczów do węglowodanów w jednostce masy wynosi 9:4).
Inne znaczenia: pączki można też piec albo gotować na parze lub w wodzie: zobacz więcej w artykule pyzy (danie), w sekcji „Pyzy drożdżowe”.

## Historia
Pączki były znane w starożytnym Rzymie, spożywano je podczas obchodów przełomu zimowo-wiosennego. Początkowo pączki nie były przygotowywane na słodko. Słodki pączek jest zapewne zapożyczeniem z kuchni arabskiej. Początkowo również w kuchni polskiej pączki miały postać ciasta nadziewanego słoniną, spożywanego przy zapustach. Pączki przyrządzane na słodko zaczęły występować w Polsce w XVI wieku. Kulisty kształt pączka pochodzi z XVIII wieku, gdy zaczęto używać do wypieku drożdży, przez co ciasto stało się bardziej puszyste.
Jest to jedno z najbardziej tradycyjnych ciast polskich, o których pisał Mikołaj Rej w Żywotach człowieka poczciwego.
Jędrzej Kitowicz wspominał, że w trakcie panowania Augusta III serwowano na dworze:

Ciasta także francuskie, torty, pasztety, biszkopty i inne, pączki nawet – wydoskonaliło się to do stopnia jak najwyższego. Staroświeckim pączkiem trafiwszy w oko mógłby go podsinić, dziś pączek jest tak pulchny, tak lekki, że ścisnąwszy go w ręku znowu się rozciąga i pęcznieje do swojej objętości, a wiatr zdmuchnąłby go z półmiska

Przyjęło się, że jeśli ktoś w tłusty czwartek w ogóle nie zje pączka, nie będzie się mu wiodło. W tłusty czwartek statystyczny Polak zjada 2,5 pączka, a wszyscy Polacy razem w tym czasie zjadają ich prawie 100 milionów. Dawniej, przyrządzając pączki, nadziewało się niektóre migdałem lub orzechem włoskim. Wierzono, że kto na taki trafi, będzie mieć w życiu szczęście.

## Odmiany
Na Górnym Śląsku pączki znane są pod nazwą kreple. Nazwa ta ma dawne pochodzenie. Według wydanej w 1714 r. we Frankfurcie i Lipsku kroniki śląskiej (Der Schlesischen Kern-Chronicke) w odrębnym śląskim języku używanym w mowie i sztuce (poezji) istniało od dawna słowo Kraeppel. W języku niemieckim nie ma jednego określenia na taki wyrób cukierniczy, a słowo Pfannkuchen może oznaczać zarówno pączek, jak i naleśnik.
W innych krajach pączki różnią się nieco od polskich. Różnica ta wynika z używania specjalnej mąki i trochę innego sposobu smażenia w tłuszczu. Np. smaży się je tylko kilkadziesiąt sekund, dzięki temu tłuszcz nie wsiąka do środka. W ten sposób są smażone Berliner Pfannkuchen, mniej tłuste pączki niemieckie, znane też w Portugalii jako Bolas de Berlim, Francji Boule de Berlin, a Berliininmunkki w Finlandii. W Rosji ich nazwa пончики – poncziki jest najbardziej zbliżona do stosowanej w Polsce. W Izraelu przygotowuje się sufganija (hebr.: סופגנייה; liczba mnoga, sufganiot: סופגנייות), które są podobne do niemieckiego wariantu. A węgierskie farsangi fánk są bez nadzienia, bo podaje się je osobno, obok na talerzu.
W kulturze amerykańskiej pączki są znane jako doughnuts (donut) i mają kształt zbliżony do torusa („oponki”). Mniejsze, kuliste pączki zwane są doughnut holes. Pączki, jakie znamy w Polsce, występują pod nazwami: paczki, czasem też pączki lub poonchki (liczba mnoga: paczkis/pączkis/poonchkis). W Wielkiej Brytanii pączki są dostępne w formie zbliżonej do pączków polskich lub amerykańskich doughnuts.